# Waterschapsverkiezingen 2010
De waterschapsverkiezingen 2010 waren Nederlandse verkiezingen die van 11 tot en met 23 november 2010 werden gehouden worden voor de leden van het algemeen bestuur in het waterschap Scheldestromen, in de categorie ingezetenen. Het waren herindelingsverkiezingen wegens de fusie van de waterschappen Zeeuwse Eilanden en Zeeuws-Vlaanderen, die plaatsvond op 1 januari 2011.
Naast de zetels voor de categorie ingezetenen, de meerderheid, waren er in het algemeen bestuur ook negen zogenaamde "geborgde" zetels voor groepen met specifieke belangen zoals de grondbezitters oftewel ingelanden. Deze bestuursleden werden niet gekozen, maar benoemd door ZLTO, de Kamer van Koophandel en het Bosschap.
In tegenstelling tot andere verkiezingen in Nederland werden deze verkiezingen per post georganiseerd in plaats van dat de kiezers naar het stembureau moesten. Deze verkiezingen werd gestemd met het zogenoemde "brief-in-brief-stemsysteem", waarbij fraude werd voorkomen door middel van barcodes op de retourenvelop. Op deze manier werd het hoge aantal ongeldige stemmen van de verkiezingen van 2008 voorkomen.
Vanwege deze verkiezingen zou het waterschap Scheldestromen niet meedoen met de destijds geplande reguliere verkiezingen van 2012. Wegens discussies over de hervorming van deze verkiezingen zijn deze echter uitgesteld tot 2015, waardoor al met de volgende reguliere verkiezingen werd meegedaan.

## Opkomst
|                             | 2010    | 2010  |
| # stemmen                   | %       |       |
| --------------------------- | ------- | ----- |
| Kiesgerechtigden            | 303.597 |       |
| Niet opgekomen              | 203.803 | 67,13 |
| Opkomst                     | 99.794  | 32,87 |
| Ongeldige en blanco stemmen | 528     | 0,53  |
| Geldige stemmen             | 99.266  | 99,47 |

## Uitslag
| Belangengroepering                         | # stemmen | %     | zetels |
| ------------------------------------------ | --------- | ----- | ------ |
| WPZV - Waterschapspartij Zeeuws Vlaanderen | 15.465    | 15,58 | 3      |
| SGP - Staatkundig Gereformeerde Partij     | 14.885    | 15,00 | 4      |
| CDA - Christen Democratisch Appèl          | 13.602    | 13,70 | 3      |
| VVD                                        | 12.868    | 12,96 | 3      |
| PZ - Partij voor Zeeland                   | 10.914    | 10,99 | 2      |
| PvdA - Partij van de Arbeid                | 10.898    | 10,98 | 2      |
| Water Natuurlijk                           | 10.492    | 10,57 | 2      |
| ChristenUnie                               | 6.212     | 6,26  | 1      |
| WZE - Algemene Waterschapspartij           | 3.930     | 3,96  | 1      |
| totaal                                     | 99.266    | 100   | 21     |

2008 · 2010 · 2013 · 2015 · 2019 · 2023